# Tetronal
Tetronal là một thuốc an thần thôi miên  và gây mê với tác động GABAergic . Nó không hiệu quả như tristic.

## Lịch sử
Tetronal được giới thiệu bởi Eugen Baumann và Alfred Kast vào năm 1888.